# Hedycarya cupulata
Hedycarya cupulata är en tvåhjärtbladig växtart som beskrevs av Henri Ernest Baillon. Hedycarya cupulata ingår i släktet Hedycarya och familjen Monimiaceae. Inga underarter finns listade i Catalogue of Life.